# Onur Balkan
Onur Balkan (* 10. März 1996 in İzmit) ist ein türkischer Straßenradrennfahrer. Er war neben Ahmet Örken einer der dominierenden Radrennfahrer seines Landes in den 2010er Jahren.

## Sportliche Laufbahn
Zwischen 2012 und 2014 errang Onur Balkan fünf nationale Titel im Straßenradsport in den Altersklassen Jugend und Junioren. 2015 entschied er die Etappen von mehreren Rundfahrten für sich. Im Jahr darauf wurde er erstmals türkischer Meister im Straßenrennen und verteidigte diesen Titel in den beiden folgenden Jahren erfolgreich. 2016 startete er bei den Olympischen Spielen in Rio de Janeiro im Straßenrennen, das er aber nicht beenden konnte.
2018 wurde Balkan Mitglied im türkischen UCI Continental Team Torku Şekerspor, für das er neben mehreren Etappensiegen die Gesamtwertung der Tour of Mediterranean und der Tour of Mevlana gewann. Zur Saison 2019 wechselte er zum Salcano Sakarya BB Team, für das er neben neun Einzelsiegen wieder zwei Erfolge in der Gesamtwertung erzielen konnte. 2020 und 2021 folgten die nationalen Meistertitel vier und fünf. 2021 nahm er erneut an den Olympischen Sommerspielen teil, beendete aber auch dieses Mal nicht das Straßenrennen.
In der Saison 2022 wurde Balkan in einer Dopingprobe aus dem Mai positiv auf EPO getestet und von der UCI wegen Dopings für drei Jahre bis zum 27. Juni 2025 gesperrt.

## Erfolge
2012
- Türkischer Jugend-Meister – Einzelzeitfahren

2013
- Türkischer Junioren-Meister – Einzelzeitfahren, Straßenrennen

2014
- Türkischer Junioren-Meister – Einzelzeitfahren, Straßenrennen

2015
- eine Etappe und Punktewertung Tour of Çanakkale
- eine Etappe Tour of Mersin
- eine Etappe Tour of Black Sea
- zwei Etappen und Punktewertung Tour of Ankara
- eine Etappe Tour of Aegean

2016
- eine Etappe Marokko-Rundfahrt
- Türkischer Meister – Straßenrennen

2017
- Türkischer Meister – Straßenrennen

2018
- Gesamtwertung und zwei Etappen Tour of Mediterrennean
- Tour of Mevlana
- eine Etappe Tour of Mesopotamia
- eine Etappe Tour of Qinghai Lake
- eine Etappe Tour of Cappadocia
- eine Etappe Turul Romaniei
- Türkischer Meister – Straßenrennen

2019
- Grand Prix Justiniano Hotels
- eine Etappe Tour of Mesopotamia
- Gesamt- und Punktewertung, zwei Etappen Yavuz Sultan Selim Tour of Black Sea
- Tour de Ribas
- Grand Prix Velo Erciyes
- eine Etappe Tour of Central Anatolia
- Gesamtwertung und eine Etappe Tour of Kayseri
- Fatih Sultan Mehmet Edirne Race

2020
- Türkischer Meister – Straßenrennen

2021
- Türkischer Meister – Straßenrennen
- Grand Prix Mediterrennean

2022
- eine Etappe Tour of Sharjah
- Grand Prix Gazipaşa